# Механізм свободи
«Механізм Свободи» — це наукова книга Девіда Фрідмана, яка висвітлює його бачення анархо-капіталістичного суспільства. Книга була видана в 1973 році, друге видання — 1989 р., третє видання — 2014 р. Український переклад опубліковано у 2019 р. видавництвом «Наш Формат».

## Огляд
Мета книги-показати, що право і його застосування не потребують державу, але можуть бути підтримані, непримусово, приватною ініціативою. Вона досліджує висновки лібертаріанської думки, описує приклади бездержавного суспільства (наприклад, Ісландська Співдружність), і пропонує особисте  судження автора про те, чому він став лібертаріанцем. Теми, що розглядаються в книзі, включають поліцентричне право, та надання суспільних благ (таких як військова оборона) у бездержавному суспільстві. Фрідман стверджує, що бездержавна правова система буде вигідна для суспільства в цілому, включаючи малозабезпечених людей.
Хоча деякі книги, що підтримують подібні лібертаріанські та  анархо-капіталістичні погляди пропонують докази з точки зору моралі природного права, Фрідман (хоча він явно заперечує, що він-утилітарист) тут виступає, головним чином, з точки зору наслідків запропонованої ним політики.
Фрідман припускає, що будь-що, що робить уряд, коштує принаймні вдвічі більше, ніж те, що робиться приватно. Він пропонує як доказ приклад порівняння витрат Американської Поштової Служби, витрат комплексної доставки з витратами приватних перевізників та витрат Радянського уряду ринкових послуг на Заході.

## Сприйняття ідей лібертаріанцями
Інститут державних справ, центр лібертаріанської думки, розташований в Австралії, включив Апарат Свободи в список "ТОП-20 книг, які ти повинен прочитати до того як помреш" в 2006 році.
Журнал «Свобода» вніс книгу до списку ТОП-Десять кращих Лібертаріанських книг, вихваляючи Фрідманаза приділену увагу проблемам, пов'язаних із приватною національною системою оборони і спробам їх вирішення.

## Видання українською
- Фрідман, Девід. Механізм свободи. Анархія вільного ринку / Пер. з англ. Ірина Гнатковська. — К. : Наш формат, 2019. — 328 с. ISBN 978-617-7730-05-6 (паперове видання); ISBN 978-617-7730-05-3 (електронне видання).

## Схожі книги
- Проблема політичної влади Майкла Хьюмера, видана у січні 2013 року, досить детально будується на баченнях Фрідмана, щодо анархо-капіталістичного суспільства.
- Теорія хаосу Роберт П. Мерфі
- Порядок без закону: як сусіди вирішують суперечки Роберт Елліксон
- «До нової свободи: Лібертаріанський Маніфест» Мюррей Ротбард
- «Ринок свободи» Морріс і Лінда Таннехилл
- «Підприємство права: справедливість без держави» Брюс Л. Бенсон